# Сент-Джордж (Юта)
Сент-Джордж (англ. St. George) — місто (англ. city) в США, адміністративний центр округу Вашингтон на південному заході штату Юта. Населення — 95 342 особи (2020). Розташоване поблизу межі зі штатом Аризона.

## Географія та клімат
Місто розташоване у північно-східній частині посушливої пустелі Мохаве, більша його частина розташована нижче позначки в 900 м над рівнем моря. Навколишні ландшафти здебільшого скелясті та піщані.
Сент-Джордж розташований за координатами 37°4′34″ пн. ш. 113°34′50″ зх. д. / 37.07611° пн. ш. 113.58056° зх. д. (37.076062, -113.580500).  За даними Бюро перепису населення США в 2010 році місто мало площу 183,66 км², з яких 182,34 км² — суходіл та 1,32 км² — водойми. В 2017 році площа становила 198,95 км², з яких 197,80 км² — суходіл та 1,15 км² — водойми.

### Клімат
| Клімат : Сент-Джордж                  | Клімат : Сент-Джордж | Клімат : Сент-Джордж | Клімат : Сент-Джордж | Клімат : Сент-Джордж | Клімат : Сент-Джордж | Клімат : Сент-Джордж | Клімат : Сент-Джордж | Клімат : Сент-Джордж | Клімат : Сент-Джордж | Клімат : Сент-Джордж | Клімат : Сент-Джордж | Клімат : Сент-Джордж | Клімат : Сент-Джордж |
| Показник                              | Січ.                 | Лют.                 | Бер.                 | Квіт.                | Трав.                | Черв.                | Лип.                 | Серп.                | Вер.                 | Жовт.                | Лист.                | Груд.                | Рік                  |
| Абсолютний максимум, °C               | 22,2                 | 28,9                 | 32,8                 | 37,8                 | 42,2                 | 46,1                 | 47,8                 | 45,0                 | 42,8                 | 41,7                 | 31,1                 | 23,9                 | 47,8                 |
| Середній максимум, °C                 | 12,1                 | 14,9                 | 19,6                 | 24,0                 | 29,9                 | 35,4                 | 38,6                 | 37,3                 | 33,2                 | 25,4                 | 17,2                 | 11,1                 | 24,9                 |
| Середній мінімум, °C                  | −0,6                 | 1,8                  | 5,3                  | 9,3                  | 14,8                 | 19,6                 | 23,6                 | 22,7                 | 17,3                 | 9,8                  | 3,3                  | −0,8                 | 10,6                 |
| Абсолютний мінімум, °C                | −23,9                | −17,2                | −11,1                | −7,8                 | −6,7                 | 1,7                  | 5,0                  | 6,1                  | −3,9                 | −6,7                 | −15,6                | −20                  | −23,9                |
| Норма опадів, мм                      | 35                   | 32                   | 30                   | 14                   | 5                    | 4                    | 12                   | 19                   | 14                   | 17                   | 18                   | 22                   | 222                  |
| Днів з опадами                        | 5,2                  | 6,1                  | 5,3                  | 3,6                  | 2,2                  | 1,5                  | 2,9                  | 3,5                  | 2,6                  | 3,7                  | 3,5                  | 4,5                  | 44,6                 |
| Днів зі снігом                        | 0,2                  | 0,2                  | 0,1                  | 0,1                  | 0,0                  | 0,0                  | 0,0                  | 0,0                  | 0,0                  | 0,0                  | 0,1                  | 0,2                  | 0,9                  |
| ------------------------------------- | -------------------- | -------------------- | -------------------- | -------------------- | -------------------- | -------------------- | -------------------- | -------------------- | -------------------- | -------------------- | -------------------- | -------------------- | -------------------- |
| Джерело: NOAA (extremes 1893–present) |                      |                      |                      |                      |                      |                      |                      |                      |                      |                      |                      |                      |                      |

## Демографія
Згідно з переписом 2010 року, у місті мешкало 72 897 осіб у 25 520 домогосподарствах у складі 18 684 родин. Густота населення становила 397 осіб/км².  Було 32089 помешкань (175/км²).
Расовий склад населення:
| - 87,2 % — білих - 1,5 % — корінних американців - 1,0 % — вихідців з тихоокеанських островів - 0,8 % — азіатів - 0,7 % — чорних або афроамериканців - 6,1 % — осіб інших рас |

До двох чи більше рас належало 2,6 %. Частка іспаномовних становила 12,8 % від усіх жителів.
За віковим діапазоном населення розподілялося таким чином: 28,1 % — особи молодші 18 років, 52,9 % — особи у віці 18—64 років, 19,0 % — особи у віці 65 років та старші. Медіана віку мешканця становила 32,5 року. На 100 осіб жіночої статі у місті припадало 95,7 чоловіків;  на 100 жінок у віці від 18 років та старших — 92,1 чоловіків також старших 18 років.
Середній дохід на одне домашнє господарство  становив 65 254 долари США (медіана — 49 614), а середній дохід на одну сім'ю — 74 083 долари (медіана — 58 522). Медіана доходів становила 41 282 долари для чоловіків та 30 171 долар для жінок. За межею бідності перебувало 16,0 % осіб, у тому числі 20,4 % дітей у віці до 18 років та 5,8 % осіб у віці 65 років та старших.
Цивільне працевлаштоване населення становило 30 015 осіб. Основні галузі зайнятості: освіта, охорона здоров'я та соціальна допомога — 23,8 %, роздрібна торгівля — 15,8 %, мистецтво, розваги та відпочинок — 15,4 %.

## Відомі люди
- Аманда Рієтті - американська акторка.